# Olympische Zwischenspiele 1906/Leichtathletik – Diskuswurf griechischer Stil (Männer)
Der Diskuswurf im griechischen Stil der Männer bei den Olympischen Zwischenspielen 1906 in Athen wurde am 1. Mai 1906 entschieden. Den Teilnehmern standen je drei Versuche zur Verfügung, den drei Besten dann weitere drei Versuche. Gefordert waren Würfe im Stil des berühmten antiken Diskuswerfers von Myron. Geworfen wurde von einem erhöhten, nach vorn abgeschrägten Podest mit den Maßen 80 × 70 Zentimeter und einer Höhe von 15 bis 5 Zentimetern. Gefordert war eine Seitgrätschstellung, und es war vor dem Wurf ein Vor- und Rückschwung auszuführen.

## Ergebnisse
| Platz | Athlet                | Land         | Weite (m) |
| ----- | --------------------- | ------------ | --------- |
| 1     | Verner Järvinen       | Finnland     | 35,17     |
| 2     | Nikolaos Georgandas   | Griechenland | 32,80     |
| 3     | István Mudin          | Ungarn       | 31,91     |
| 4     | Martin Sheridan       | USA          | 31,50     |
| 5     | György Luntzer        | Ungarn       | 30,26     |
| 6     | František Souček      | Böhmen       | 27,55     |
| 7     | Miroslav Šustera      | Böhmen       | 27,08     |
|       | Henri Baur            | Österreich   | k. A.     |
|       | Josef Wittmann        | Österreich   | k. A.     |
|       | Theodor Scheidl       | Österreich   | k. A.     |
|       | Julius Wagner         | Deutschland  | k. A.     |
|       | Vasilios Papageorgiou | Griechenland | k. A.     |
|       | Michalis Dorizas      | Griechenland | k. A.     |
|       | Epaminonas Anezakis   | Kreta        | k. A.     |
|       | Spyros Vellas         | Griechenland | k. A.     |
|       | Perikles Kakousis     | Griechenland | k. A.     |
|       | Dimitrios Koukoulas   | Griechenland | k. A.     |
|       | Mihály Dávid          | Ungarn       | k. A.     |
|       | Gyula Strausz         | Ungarn       | k. A.     |
|       | Erminio Lucchi        | Italien      | k. A.     |
|       | Eric Lemming          | Schweden     | k. A.     |

Der griechische Werfer Georgandas bezweifelte, ob Järvinens Wurfstil den Vorgaben des Reglements entsprach, hatte mit seinem Protest aber keinen Erfolg. Martin Sheridan bestritt parallel zum Diskuswurf den Standhochsprung, wo er die Silbermedaille gewann.